# Liste der diplomatischen Vertretungen in Gambia

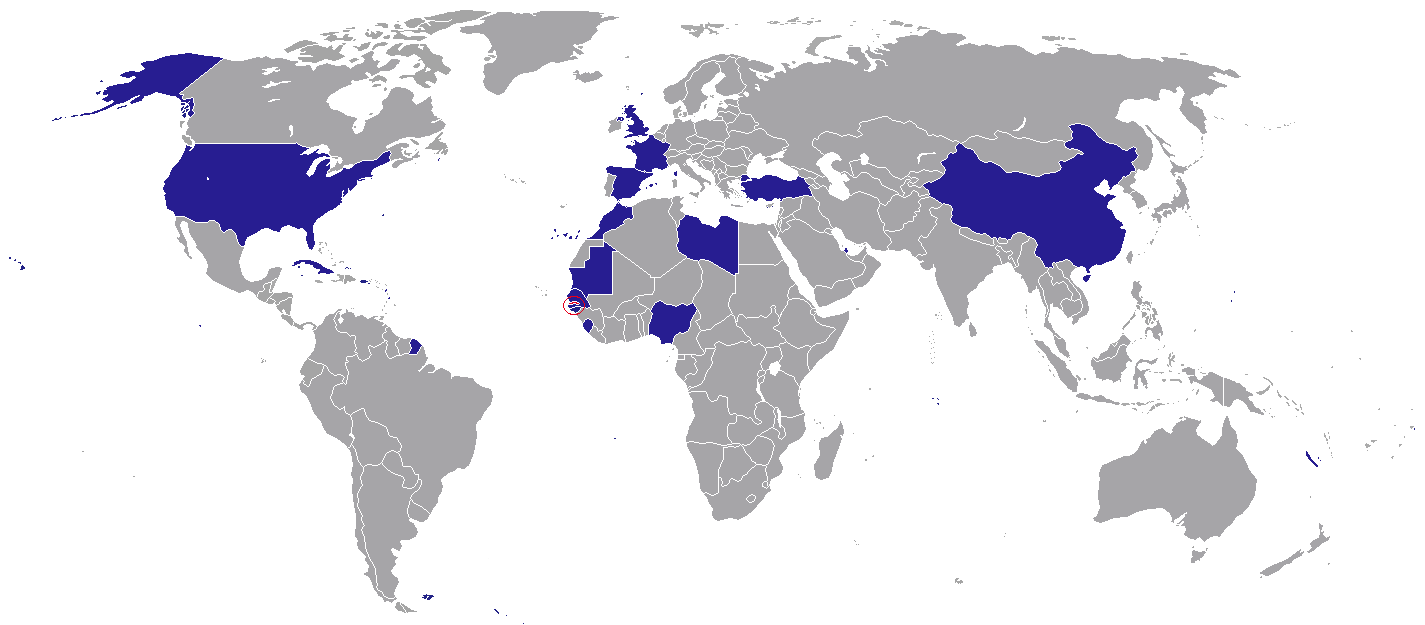
Staaten mit einer Botschaft in Gambia

Die Liste der diplomatischen Vertretungen in Gambia führt Botschaften und Konsulate auf, die im afrikanischen Staat Gambia eingerichtet sind (Stand 2023).

## Botschaften in Gambia
12 Botschaften sind in Gambia eingerichtet (Stand 2023).

### Staaten
| - Deutschland: Botschaft - Guinea-Bissau: Botschaft - Katar: Botschaft - Kuba: Botschaft - Mauretanien: Botschaft - Nigeria: Hohe Kommission |  | - Senegal: Botschaft - Sierra Leone: Botschaft - Türkei: Botschaft - Vereinigtes Königreich: Hohe Kommission - Vereinigte Staaten: Botschaft - Volksrepublik China: Botschaft |